# Acalypha lucida
Acalypha lucida är en törelväxtart som beskrevs av Henry Hurd Rusby. Acalypha lucida ingår i släktet akalyfor, och familjen törelväxter. Inga underarter finns listade i Catalogue of Life.